# Jeff Lowe
Pour les articles homonymes, voir Lowe.
Pas d'image ? Cliquez ici
Jeffery George Lowe, né le 13 septembre 1950 à Ogden dans l'Utah et mort le 24 août 2018, à Fort Collins au Colorado, est un alpiniste américain.

## Biographie
Jeff Lowe était un célèbre alpiniste américain de Ogden, Utah, connu pour ses ascensions visionnaires et ses premières ascensions réalisées dans les Montagnes Rocheuses, Alpes et Himalaya. Il était un partisan du "style alpin", où de petites équipes se déplacent rapidement avec un minimum d'équipement. Lowe a fait plus de 1000 premières ascensions.
Lowe était cofondateur de Lowe Alpine avec ses frères Greg Lowe et Mike Lowe. Jeff Lowe est le cousin de  George Henry Lowe III, qu'il ne faut pas confondre avec George Lowe (alpiniste) de Nouvelle-Zélande. Il n'a aucun lien de parenté avec feu Alex Lowe (1958-1999), alpiniste réputé et premier ascensionniste.
Jeff a souffert d'une maladie neurologique similaire à la SLA pendant environ 18 ans, jusqu'à son décès le 24 août 2018 dans le Colorado, aux États-Unis.

## Réalisations professionnelles
On attribue à Lowe le mérite d'avoir fait venir aux États-Unis des grimpeurs modernes d'Europe et d'avoir repoussé les limites de l'escalade mixte. Il a fondé les sociétés Latok Mountain Gear et Cloudwalker. Il a introduit la première veste softshell au monde alors qu'il travaillait pour Latok Mountain Gear. Lowe a fait la couverture du numéro du 11 décembre 1978 de Sports Illustrated. Lowe a travaillé pour le Colorado Outward Bound L'école dans ses premières années.
On attribue à Lowe l'introduction de l'escalade sur glace aux Winter X Games ainsi que le lancement du Ouray Ice Festival. Il a également été l'organisateur à Snowbird (Utah) en 1988, de la première compétition internationale d'escalade jamais organisée aux États-Unis. Lowe a reçu le titre de membre honoraire à vie du American Alpine Club, la plus haute distinction du club, pour ses réalisations en matière d'escalade, ses contributions à la communauté des grimpeurs et sa vision. Il a également reçu le titre de membre honoraire à vie du Club alpin du Royaume-Uni.
Lowe est le sujet du film documentaire biographique primé en 2014 Jeff Lowe's Metanoia. Produit par Connie Self et réalisé par Jim Aikman.
En 2017, il a remporté le Piolet d'Or. Il a reçu le prix de l'œuvre de toute une vie en France et a été intronisé au Boulder Sports Hall of Fame dans le Colorado. Jeff était un membre très apprécié de la communauté des grimpeurs, tant dans son pays qu'à l'étranger.

## Ascensions notables
- 1957 : ascension avec son père du Grand Teton, Wyoming.
- 1971 : première ascension de Moonlight Buttress avec Mike Weis au parc national de Zion, Utah, États-Unis.
- 1972 : Première ascension hivernale de la face ouest du Grand Teton avec Greg Lowe, son frère, fondateur de Lowe Alpine.
- 1973 : première ascension avec Paul Hogan de la face nord du pic Wetterhorn dans les monts San Juan au Colorado[9].
- 1973 : première ascension avec John Weiland du Northeast Corner, Keeler Needle, Sierra Nevada, Californie NCCS V F9 or F10 A2[10].
- 1974 : première ascension avec Mike Weis de Bridal Veil Falls, Telluride, Colorado[11],[12]. Cette ascension est une des premières ascensions de cascade de glace aux États-Unis[1].
- 1974 : première ascension avec Greg Lowe Green River Lake Dihedral NCCS V, F9, Squaretop, Wind River Range, Wyoming, États-Unis [13].
- 1975 : Grand couloir central du mont Kitchener avec Mike Weis.
- 1979 : solo du Ama Dablam, Népal[14].
- 1980 : Skyang Kangri.
- 1982 : ascension avec David Breashears de la face nord du Kwangde Ri, Népal.
- 1985 : Bird Brain Boulevard, Ouray dans le Colorado.

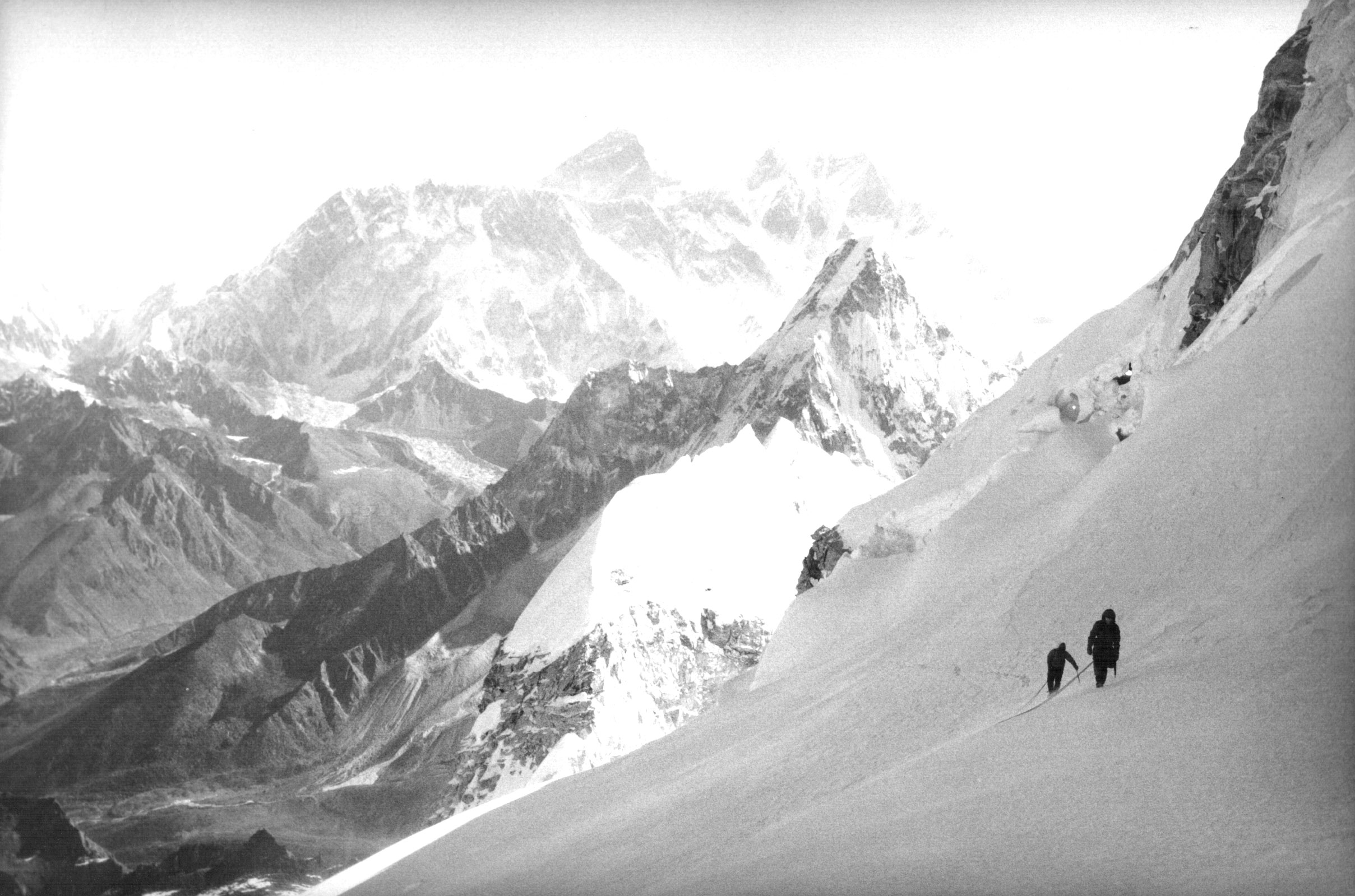
Alison Hargreaves et Jeff Lowe au Kangtega, 1er mai 1986

- 1990 : ascension de la « voie des Yougoslaves » avec Catherine Destivelle  sur la tour Sans-Nom aux Tours de Trango.
- 1991 : Metanoia en solo, face nord de l'Eiger, Suisse.
- 1994 : Octopussy, Vail dans le Colorado.

Sa tentative de la crête nord du Latok I avec Jim Donini, Michael Kennedy et George Lowe (en) en 1978 est considérée comme l'une des ascensions non terminées les plus difficiles au monde.

## Récompense
En 2017, la carrière de Jeff Lowe a été récompensée du piolet d'or carrière.

## Publications et videos
- The Ice Experience (1979)
- Climbing (1986)
- Jeff Lowe, Ice World: Techniques and Experiences of Modern Ice Climbing, Seattle, WA, USA, Mountaineers Books, 1996 (ISBN 0-89886-446-1)
- Waterfall Ice (1996)
- Alpine Ice: Jeff Lowe's Climbing Techniques (1997)
- Clean Walls (2004)